# Selenomonas ruminantium subsp. lactilytica
Selenomonas ruminantium subsp. lactilytica  è una sottospecie di batterio appartenente alla famiglia delle Acidaminococcaceae.